# Cleora inflexaria
Cleora inflexaria är en fjärilsart som beskrevs av Pieter Cornelius Tobias Snellen 1881. Cleora inflexaria ingår i släktet Cleora och familjen mätare. Inga underarter finns listade i Catalogue of Life.